# (3960) Chaliubieju
(3960) Chaliubieju es un asteroide perteneciente al cinturón de asteroides, descubierto el 20 de enero de 1955 por el equipo del Observatorio de la Montaña Púrpura desde el Observatorio de la Montaña Púrpura, Nankín (China).

## Designación y nombre
Designado provisionalmente como 1955 BG. Fue nombrado Chaliubieju en homenaje a "Cha Liubieju" amigo del descubridor, profesor para las mujeres y los niños desfavorecidos en China.